# Argyrophis siamensis
Espèce
Synonymes
- Typhlops siamensis Günther, 1864
- Asiatyphlops siamensis (Günther, 1864)

Statut de conservation UICN

 DD  : Données insuffisantes
Argyrophis siamensis est une espèce de serpents de la famille des Typhlopidae. 

## Répartition
Cette espèce se rencontre en Thaïlande, au Cambodge et au Viêt Nam.

## Description
Dans sa description Günther indique que le spécimen en sa possession mesure environ 215 mm. Son dos est vert olive et sa face ventrale jaunâtre.

## Étymologie
Son nom d'espèce, composé de siam et du suffixe latin -ensis, « qui vit dans, qui habite », lui a été donné en référence au lieu de sa découverte, le Siam, l'ancien nom de la Thaïlande.

## Publication originale
- Günther, 1864 : The reptiles of British India, p. 1-452 (texte intégral).